# Бои в Поти (2008)
Битва за Поти — часть истории грузинского города Поти во время активной фазы войны в Грузии в 2008 году.
Поти — один из основных грузинских портов на Чёрном море, ставших местом вооружённого конфликта.

## Ход событий
8 и 9 августа российская авиация бомбила Поти и его порт, в результате чего порт был закрыт на два дня. Вечером того же дня мэр города Вано Сагинадзе сообщил, что грузинские ВМС отбили атаку российских самолётов, когда те зашли для бомбардировки со стороны моря.
10 августа 2008 года российские военные корабли расположились у побережье Черного моря вблизи грузинских портов, включая Поти.
11 августа официальные лица Грузии заявили, что российские войска вошли в Поти, хотя Россия утверждала, что они отправили только разведывательную миссию. Российские войска вошли в Зугдиди, затем в Сенаки и Поти «с целью недопущения перегруппировки грузинских сил и концентрации дополнительных вооружённых формирований». Утром 12 августа через час после того, как президент России объявил о прекращении российской военной кампании, стали слышны звуки бомбардировки. Российские войска прорвались через порт Поти и заняли позиции вокруг него.
Ночью 12 августа российские корабли в районе Поти подверглись атаке грузинских катеров, после чего в порт вошли российские военные, которые взорвали на рейде два ракетных катера ВМС Грузии и три корабля береговой охраны Грузии. Президент Грузии Михаил Саакашвили в свою очередь заявил: «Российские военные хотели уничтожить три грузинских корабля авиаударом с воздуха прямо в порту Поти. Однако по просьбе грузинской стороны, с целью избежать больших разрушений, российские военные вывели корабли в море и взорвали их там». Согласно спутниковым снимкам компании UNOSAT, у причалов Поти затоплено 6 катеров, других повреждений или разрушений на спутниковых снимках не обнаружено.
13 августа корреспонденты «Аль-Джазиры» в Поти сообщили, что «все больше и больше российских войск прибывает в этот район в течение всего дня» и что были уничтожены шесть грузинских судов. Репортер Хода Абдель Хамид сказал, что «Россия явно переходит в наступление».
14 августа агентство Reuters сообщило что, по словам свидетелей, в город вошли российские танки и «грабители». Заместитель начальника Генштаба России Анатолий Ноговицын отрицал присутствие российских войск в Поти. Съемочная группа телевизионных новостей Ассошиэйтед Пресс стала свидетелем того, как российские войска на окраине Поти обыскивали старую советскую военную базу в поисках грузинской военной техники. 15 августа репортер Би-би-си сообщил, что российские силы стремились вывести или уничтожить военную технику в Поти.

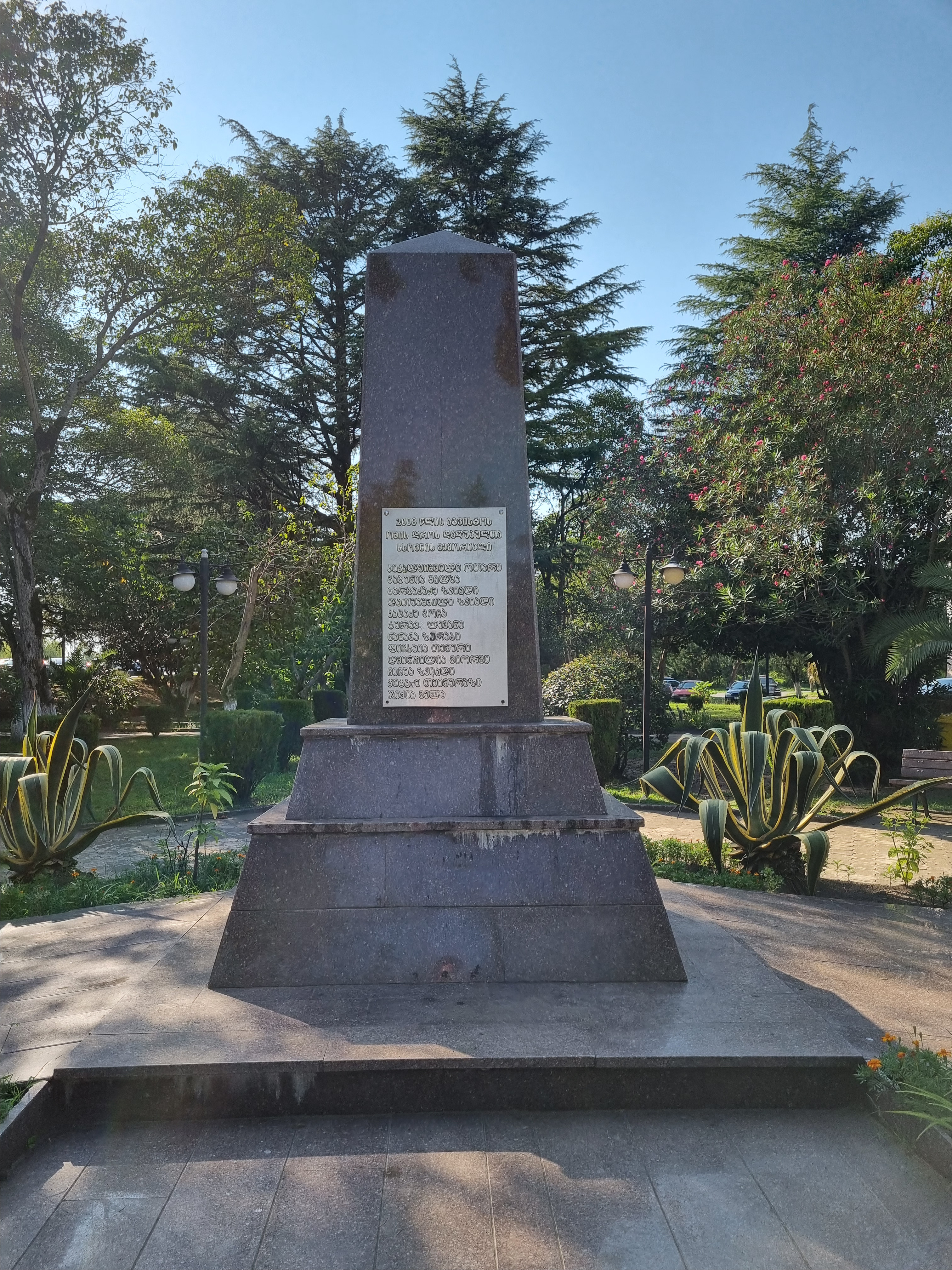
Стелла памяти павших во время Августовской войны в Поти

С 13 по 15 августа, как сообщал Moscow Defense Brief, «российские десантники снова и снова совершали набеги на Поти, уничтожив почти все пришвартованные корабли и катера ВМС Грузии и забрав некоторое количество ценной военной техники».
Утром 19 августа на территорию порта вошли около 70 российских военнослужащих. Российские войска в Поти взяли в плен 21 грузинского солдата, охранявшего порт, а также захватили 5 «Хамви», которые принадлежали Соединенным Штатам (Их доставили на оккупированную российскими войсками грузинскую военную базу в Сенаки, сообщалось, что затем «хаммеры» были доставлены в Абхазию, вглубь удерживаемой Россией территории). Российские артиллерия разместилась вдоль основных магистралей между Абхазией и Поти. Захваченные военнослужащие были членами береговой охраны Грузии, вернувшимися на ранее оставленные позиции в Поти поздней ночью 18 августа (по словам грузинских официальных лиц, они имели на это право в соответствии с соглашением о прекращении огня и одобреной просьбе допустить в порт Поти взвод грузинских военнослужащих для его охраны). Чиновники из Поти поехали в Сенаки, чтобы договориться об освобождении солдат. Газета Wall Street Journal назвала действия России в Поти еще одним ударом по экономике Грузии. Азербайджанский источник новостей процитировал слова представителя порта Поти: «Все рабочие были высланы из порта».
20 августа официальный представитель порта Поти сообщил, что российские военные ушли.
22 августа Россия объявила о завершении вывода своих войск из Грузии. Тем не менее, две российские заставы остались за пределами Поти для патрулирования. 23 августа на пресс-конференции генерал Анатолий Ноговицын заявил, что «эти патрули были предусмотрены международным соглашением» и «Поти находится вне зоны безопасности, но это не значит, что мы будем сидеть за забором и смотреть, как они разъезжают на „Хаммерах“»
24 августа, когда российские войска все еще находились в порту Поти, в Батуми (в 80 км (50 миль) к югу от Поти) прибыл военный корабль США с гуманитарной помощью.
13 сентября к 11:00 мск все посты возле Поти были ликвидированы.